# Yvon Chouinard
Yvon Chouinard (ur. 9 listopada 1938 w Lewiston) – amerykański wspinacz, biznesmen i pisarz, założyciel firmy Patagonia w Kalifornii. Laureat Nagrody Lowella Thomasa.
We wrześniu 2022 roku ogłosił, że przekazuje 98% udziałów w firmie Patagonia specjalnie powołanej organizacji pozarządowej Holdfast Collective. Celem organizacji jest przeciwdziałanie globalnym zmianom klimatu i ochronę dziewiczej ziemi dookoła świata. W ten sposób zyski Patagonii (około 100 mln dolarów rocznie) będą przekazywane na cele ekologiczne.

## Publikacje
- Climbing Ice, Random House, New York 1982, ISBN 0-87156-207-3
- Let my people go surfing, The Penguin Press, New York 2005, ISBN 1-59420-072-6